# HMS Athenienne
HMS Athenienne bio je linijski brod Britanske kraljevske ratne mornarice s 64 topova. 
Bio je u početku malteški brod pod imenom San Giovanni iz 1796., kojeg su zarobili Francuzi 1798. i preimenovali u Athénien. Britanska kraljevska ratna mornarica ga je zarobila nakon predaje Vallette, 4. rujna 1800. godine, te ga uzela u službu kao Athenienne. 
Nasukao se u blizini Sicilije, s velikim brojem ljudskih žrtava, 1806. godine. Athenienne je isplovio iz Gibraltara za Maltu pod zapovjedništvom kapetana Roberta Raynsforda, s posadom od 470 ljudi. U večernjim satima nasukao se na potopljeni greben. Potopljen je u roku od pola sata, a zatim se prevrnuo. Sve u svemu, 347 ljudi je poginulo, uključujući kapetana Raynsforda, dok su 141 muškarac i 2 žene spašeni.